# 최온 (고려 후기 문신)
최온(崔昷, ? ~ 1268년)은 고려 문신이다. 본관은 철원.

## 생애
본관은 창원 최씨(昌原 崔氏) 평장사(平章事) 최유청(惟淸)의 증손으로 좌복야(左僕射) 종자(宗梓)의 아들이다.
고종 때 과거에 급제, 1258년(고종 45) 추밀원사로 당시의 집정자인 최의(崔竩)를 제거하려는 김준(金俊) 등의 모의에 참여하였다.
그러나 아들인 견룡행수(牽龍行首) 문본(文本)이 중랑장(中郎將) 이주(李柱) 등과 함께 이 모의를 최의에게 밀고하였다. 최의가 제거된 뒤에 앞서의 밀고가 발각되어 김준과 류경(柳璥)이 문본을 죽이려 하였으나 왕이 이를 반대하고 귀양보냈다.
이에 대하여 원망하자 김준 등이 탄핵하여 흑산도로 유배되었다. 그 뒤 장군 이주인(李柱仁)의 청으로 풀려나와 1260년 추밀원사에 복직되고 수사공좌복야(守司空左僕射)를 역임하였다.
1262년 판공부사(判工部事) 이듬해 수태부 중서시랑평장사(守太傅中書侍郎平章事)에 올랐다. 시호는 문신(文信)이다.

## 가계
- 증조부 : 최유청(崔惟淸)
  - 아버지 : 최종자(宗梓)
  - 어머니 : ?
    - 딸 : 최씨부인(崔氏夫人)
    - 사위 : 최항

## 최온이 등장한 작품
- 《무신》(MBC, 2012년~2012년, 배우 : 정동규)

## 참고 문헌
- 고려사(高麗史)
- 고려사절요(高麗史節要)